# Hagsatera
Hagsatera là một chi thực vật có hoa trong họ, Orchidaceae.